# Ernesto Vargas
Ernesto Vargas (* 1. Mai 1961 in Montevideo) ist ein ehemaliger uruguayischer Fußballspieler.

## Spielerkarriere

### Verein
Der Mittelfeldspieler Vargas spielte von 1979 bis 1982 und erneut 1986 für Peñarol. 1979, 1981, 1982 und 1986 steht für seinen Verein dabei jeweils der Gewinn der uruguayischen Landesmeisterschaft zu Buche. 1981 erreichte er mit den Aurinegros zunächst das Halbfinale der Copa Libertadores. Dort scheiterte man jedoch in der Gruppe bestehend aus Nacional und dem chilenischen Verein Cobreloa, dem Gruppensieger. 1982 gelangte man in diesem Wettbewerb dann in die Finals und gewann dort gegen eben jenen Club Cobreloa den Pokal. Mindestens 1988 gehörte Vargas dem Kader des ebenfalls in Montevideo angesiedelten Peñarol-Konkurrenten Nacional an. Mit den Bolsos siegte er bei der Copa Libertadores 1988, wobei er in beiden Finalpartien gegen die Newell’s Old Boys in der Startaufstellung stand. Beim anschließenden Weltpokal-Finale am 11. Dezember 1988 in Tokio gegen die PSV Eindhoven wirkte Vargas erneut von Beginn an mit. Sein Verein behielt auch dort nach einem 7:6 im Elfmeterschießen die Oberhand. In der Saison 1988/89 spielte Vargas in Spanien für Real Oviedo. Zudem war er bei Quilmes in Argentinien, beim venezolanischen Klub Deportivo Táchira FC, in Ecuador bei LDU Quito und in Peru bei Universitario de Lima aktiv.

### Nationalmannschaft
Vargas nahm mit Uruguays Juniorennationalelf an der U-20-Fußball-Südamerikameisterschaft 1979 teil und gewann mit ihr den Titel. Im Verlaufe des Turniers wurde er von Trainer Raúl Bentancor sechsmal (ein Tor) eingesetzt. Auch gehörte er dem uruguayischen Team bei der Junioren-Fußballweltmeisterschaft 1979 an und trug mit zwei Toren bei sechs Einsätzen zum dritten Platz der Auswahl bei diesem Turnier bei. Vargas war zudem Mitglied der uruguayischen A-Nationalmannschaft. Von seinem Debüt am 26. September 1979 bis zu seinem letzten Einsatz am 13. September 1981 bestritt er insgesamt zwölf Länderspiele mit der Celeste. Dabei erzielte er einen Treffer. Er gehörte dem Aufgebot der Uruguayer bei der Mundialito an, bei der sein Heimatland den Titel gewann.

### Erfolge
- Mundialito (1980/81)
- U-20-Südamerikameister (1979)
- 3. Platz Junioren-WM (1979)
- Weltpokal (1988)
- 2×* Copa Libertadores (1982 und 1988)
- 4× Uruguayischer Meister (1979, 1981, 1982 und 1986)

## Trainertätigkeit
An der Seite von Juan Ramón Carrasco war er im Vorfeld der Fußball-Weltmeisterschaft 2006 von 2003 bis 2004 Co-Trainer der uruguayischen Nationalmannschaft.